# اندیس خاک صنعتی نیاق
خاک صنعتی نیاق یک اندیس غیرفلزی است که در حوالی شهر قزوین استان قزوین قرار دارد و مادهٔ معدنی موجود در آن، خاک صنعتی است.سنگ میزبان این اندیس توف سبز کرج است و دیرینگی آن به دوران ائو- الیگومیوسن می‌رسد. در این اندیس، پاراژنز‌های ایلیت - ژیپس یافت می‌شوند.